# Bogdana (okręg Călărași)
Bogdana – wieś w Rumunii, w okręgu Călărași, w gminie Dragoș Vodă. W 2011 roku liczyła 304 mieszkańców.